# 徐佳青
徐佳青（1967年10月22日—），中華民國政治人物，臺北市人，民主進步黨籍，現任僑務委員會委員長，曾任臺北市議會議員（大安區、文山區選區）、民進黨發言人、民進黨副秘書長、代理秘書長、民進黨中央常務委員會委員、僑務委員會政務副委員長，前內政部部長徐國勇為其親叔叔。

## 學歷
台灣中山女高、台灣大學農藝系學士、德國馬爾堡大學社會學研究所、陽明大學衛生福利政策研究所畢業。

## 經歷
由於彭婉如事件踏入政壇，為臺北市議會第9至11屆議員。
2014年，徐佳青宣布不再連任台北市議員，日後交棒給其助理簡舒培。
2016年5月25日，出任民進黨副秘書長。
2020年5月20日，出任僑務委員會政務副委員長。
2023年1月31日，升任僑務委員會委員長。
2024年5月，續留僑委會委員長。

## 家庭
徐佳青丈夫為美國公民唐博偉（Bo Tedards），出身於耶魯大學政治學學士、塔夫斯大學弗萊徹學院法律與外交的碩士，居住在台灣已有20年，曾任台灣人權促進會專員、國際特赦組織台灣分會秘書長、臺北時報編輯、中華民國外交部研究設計委員會顧問、國策研究院文教基金會專員、臺灣民主基金會國際合作組研究員。2004年到2013年，他曾在臺灣民主基金會擔任亞洲民主化世界論壇（WFDA）協調員。2007年至2010年，他還兼任臺灣民主基金會國際合作部主任。現任臺灣民主基金會國際合作部主任，同時也是國際特赦組織台灣分會的主任。

## 爭議事件
- 2015年2月15日，徐佳青在美國達拉斯台灣同鄉會演講時爆料，有大老闆曾告訴她，有幾十人的營造業老闆，每人出新台幣3000萬、5000萬元給前總統陳水扁。特偵組得知報導後，立即查字案辦理[7]。演講片段於3月初被台灣媒體發現後，隔天徐佳青宣佈辭去民進黨發言人一職。3月10日，徐佳青發出聲明，向陳水扁致歉；民進黨前中華民國副總統呂秀蓮說，徐佳青嚴重失言，「把子彈扔向自己人」[8]。3月13日，呂秀蓮說，陳水扁之子陳致中宣布退出民進黨高雄市第九選舉區立委初選，「徐佳青罵掉陳致中出路」，徐佳青只辭民進黨發言人不夠、應該出來講明白，民進黨主席蔡英文要展現魄力、不要再息事寧人[9]。

- 2018年1月，徐佳青於政論節目中發言，針對《勞動基準法》修法造成台灣鐵路管理局列車長過勞死時，質疑台鐵員工為何不自行向主管機關檢舉，引起爭議。

- 2018年8月23日，時值八二三炮戰六十周年，中華民國總統兼民進黨主席蔡英文、副總統陳建仁、行政院院長賴清德無一參與紀念活動；徐佳青則在TVBS政論節目《少康戰情室》稱，八二三炮戰是中國共產黨和中國國民黨的戰役，民主進步黨沒有參與，而台灣士兵是為國民黨犧牲，不值得紀念。淡江大學蘭陽校園全球發展學院院長包正豪表示，徐佳青的邏輯讓他找到五大「公民不服從」理由抵制民進黨政府[10]。8月25日，徐佳青聲明，前日的報導是被斷章取義，她當時是強調「我們要記取戰爭教訓、追求和平」，在中國這麼不友善的狀況下，台灣人要團結一致，她也不會跟包正豪計較[11]；包正豪回應，請徐佳青自己詮釋自己說過的話，看她能不能「圓滿地詮釋本意」[12]。8月28日，國民黨立委楊鎮浯表示，徐佳青以狹隘的政黨利益扭曲八二三砲戰的神聖價值，是汙辱中華民國，更是在金門縣的這段歷史傷口上灑鹽[13]。8月31日，民進黨金門縣議員陳滄江宣布退黨，退黨聲明稿指出，最近兩岸引水典禮爭議、徐佳青稱八二三炮戰是「國共兩黨的戰役」、陳建仁在台灣淹水時赴金門旅遊，在在都傷害了金門鄉親的感情，「民進黨自絕於金門，離金門民意愈來愈遠」[14][15][16]。9月1日，中華民國八二三戰役戰友總會理事長連城珍表示，八二三戰役是台灣的榮耀、保住台灣現今的發展，八二三戰役老兵成員多元、政治色彩橫跨藍綠不同政黨，用藍綠解讀八二三戰役太過膚淺[17]。

- 2018年12月8日，徐佳青上東森新聞台政論節目《關鍵夜現場》，提到民進黨與台北市市長柯文哲關係時宣稱「從來都是柯在欠我們，我們甚麼時候跟柯要過東西了」[18]，結果引起網友們在批踢踢紛紛砲轟表示「笑話，2020祝你們滅黨」、「對喇，全世界都欠你們」、「DPP，真是不知反省吶」、「姿態再高一點沒關係啊，票也不要了」、「民進黨要翻身的最快捷徑就是把這些新潮流全部開除黨籍」、「我覺得挑釁綠營支持者的是民進黨」、「他背後那群支持者才是你該看到的，快滅黨了還要繼續神智不清？」[19]12月9日，與徐佳青同場錄影的輔仁大學哲學系助理教授周偉航（人渣文本）表示，徐佳青在錄影前、中、後都是很堅持這一點，他「建議」徐佳青列出一份「柯文哲債務總表」讓大家看看柯文哲到底欠民進黨多少[20]。

- 2025年3月5日，《天下雜誌》第818期報導，上萬東南亞僑生來台灣被送進中後段私立學校而淪為假留學、真打工，台灣成為「偽留學天堂」；同時刊登僑務委員會委員長徐佳青專訪摘要，徐佳青稱，僑委會「產學攜手合作僑生專班」招生情況改善、預算將增加，台灣已經有汰弱扶強的底氣。但3月12日，徐佳青批評，僑務推動的結構與趨勢已與過去不同，「偽留學天堂」報導是「偽專題」，錯誤資訊將誤導民眾。3月19日，馬來西亞僑生出身的自由新聞工作者劉苑杉在《獨立評論@天下》回批，徐佳青不願正視問題，反而指控這十幾年來僑外生反覆上演的留學鬼故事是「偽專題」、「貼標籤」[21]。

- 2025年3月17日，台灣民眾黨立法委員黃國昌在立法院質詢徐佳青，要求徐佳青具體回答僑務委員會「密件編列是否有法律依據」；徐佳青反覆強調「行政機關可以依內部行政命令處理」，還宣稱「密件不一定要有法律授權」，甚至批評黃國昌沒擔任過行政職。3月18日台灣民眾黨立法院黨團記者會，黃國昌回批，徐佳青用模糊說詞掩蓋僑委會違反《國家機密保護法》的行為，行政首長不懂依法行政，才是最大笑話。

## 選舉紀錄
| 年度 | 選舉屆數               | 選舉區           | 所屬政黨   | 得票數 | 得票率 | 當選標記 | 備註 |
| ---- | ---------------------- | ---------------- | ---------- | ------ | ------ | -------- | ---- |
| 2002 | 第九屆臺北市議員選舉   | 臺北市第六選舉區 | 民主進步黨 | 15,416 | 5.30%  |          |      |
| 2006 | 第十屆臺北市議員選舉   | 臺北市第六選舉區 | 民主進步黨 | 24,168 | 8.82%  |          |      |
| 2010 | 第十一屆臺北市議員選舉 | 臺北市第六選舉區 | 民主進步黨 | 23,040 | 7.67%  |          |      |